# Yasuhiro Hato
Yasuhiro Hato (jap. 波戸康広; ur. 4 maja 1976 w Minami-Awaji) – japoński piłkarz, grający na pozycji obrońcy.

## Kariera klubowa
Pierwszym klubem piłkarskim w karierze Hato był Yokohama Flügels, do którego trafił w 1995. 
W 1999 Yokohama Flügels połączył się z Yokohamą Marinos tworząc Yokohama F. Marinos, do której Hato trafił. Z Marinos dwukrotnie zdobył mistrzostwo Japonii w 2003 i 2004. W trakcie sezonu 2004 Hato przeszedł do Kashiwy Reysol. W latach 2006–2009 był zawodnikiem klubu Omiya Ardija. W 2010 powrócił do Yokohamy F. Marinos.
| Sezon | Klub                | Kraj    | Rozgrywki | Mecze | Bramki |
| ----- | ------------------- | ------- | --------- | ----- | ------ |
| 1995  | Yokohama Flügels    | Japonia | J.League  | 9     | 0      |
| 1996  | Yokohama Flügels    | Japonia | J.League  | 0     | 0      |
| 1997  | Yokohama Flügels    | Japonia | J.League  | 9     | 0      |
| 1998  | Yokohama Flügels    | Japonia | J.League  | 16    | 0      |
| 1999  | Yokohama F. Marinos | Japonia | J.League  | 19    | 1      |
| 2000  | Yokohama F. Marinos | Japonia | J.League  | 26    | 0      |
| 2001  | Yokohama F. Marinos | Japonia | J.League  | 27    | 0      |
| 2002  | Yokohama F. Marinos | Japonia | J.League  | 27    | 0      |
| 2003  | Yokohama F. Marinos | Japonia | J.League  | 10    | 0      |
| 2004  | Yokohama F. Marinos | Japonia | J.League  | 1     | 0      |
| 2004  | Kashiwa Reysol      | Japonia | J.League  | 20    | 1      |
| 2005  | Kashiwa Reysol      | Japonia | J.League  | 30    | 0      |
| 2006  | Omiya Ardija        | Japonia | J.League  | 28    | 0      |
| 2007  | Omiya Ardija        | Japonia | J.League  | 31    | 0      |
| 2008  | Omiya Ardija        | Japonia | J.League  | 34    | 0      |
| 2009  | Omiya Ardija        | Japonia | J.League  | 30    | 0      |
| 2010  | Yokohama F. Marinos | Japonia | J.League  | 25    | 0      |
| 2011  | Yokohama F. Marinos | Japonia | J.League  | 16    | 0      |

## Kariera reprezentacyjna
W reprezentacji Japonii Hato zadebiutował w 25 kwietnia 2001 w towarzyskim meczu z Hiszpanią. 
W 2001 roku wystąpił w Pucharze Konfederacji, na którym zajęła drugie miejsce. Na tym turnieju wystąpił w trzech meczach z Brazylią, Australią i Francją. W latach 2001–2002 Hato w reprezentacji rozegrał 15 spotkań.